# 金碩洙
金 碩洙（キム・ソクス、1932年11月20日 - ）は、大韓民国の政治家、弁護士、法曹。第34代国務総理、最高裁判所判事を歴任した。本貫は金寧金氏（盆城金氏）。

## 経歴
慶尚南道河東郡出身。延世大学校卒業。大法院判事を経て、政府公職者倫理委員会委員長、サムスン電子社外取締役、韓国新聞倫理委員会委員長に就任した。金大中政権下で李漢東が国務総理を辞任して以降、張裳、張大煥が大統領によって首相に指名されたが、2人続けて国会で指名が得られなかったため2002年9月10日に首相代理に指名された。同年9月18日には北朝鮮との京義線連結工事着工記念式典に出席した。10月から国会で行われた人事聴聞会が始まり、所得申告縮小疑惑などを野党ハンナラ党議員から追記されたが、10月5日に与党民主党、野党ハンナラ党などが賛成し、任命同意案が可決され第34代国務総理に就任した。
2003年に盧武鉉が大統領に当選し、高建が国務総理に就任したため、2月26日に退任した。